# メディアソフト
株式会社メディアソフトは、1999年に設立された日本の出版社。

## 概要
女性向けを中心としたコミックレーベルを持ち、パズル誌や漫画、ムック本などを出版している。一度休刊となったゲイ雑誌『薔薇族』を2005年4月に復刊させた。
ITを扱ったニュースサイト「オトナライフ」を運営している。

## 書籍レーベル
- Charles Comics（発売元：三交社、ボーイズラブ）[6]
- ラブキッシュコミックス（発売元：三交社、ティーンズラブ）
- ガブリエラ文庫（発売元：三交社、小説文庫）
- ガブリエラブックス（発売元：三交社、小説単行本）

## 雑誌

### パズル雑誌
- 特上アロー＆スケルトン（奇数月2日発売）
- 厳選漢字120問（奇数月19日発売）
- アロー＆スケルトンタウン （偶数月2日発売）
- 満点まちがい絵さがし（偶数月19日発売）
- 楽しいまちがい絵さがしBestCollection（1/4/7/10月の14日発売）
- 楽しいクロスワードBestCollection（3,6,9,12月の26日発売）
- 特上クロスワード（2,5,8,11月の11日発売）
- 点つなぎタウン（2/4/10/12 月の2日発売）
- 楽しい点つなぎBESTCOLLECTION（1,3,7,11月の19日発売）

### アダルト雑誌
- NAKED JSロリータ（発行：ブレインハウス、奇数月9日発売）
- ベビーフェイスα（発行：ブレインハウス、奇数月12日発売）
- 美しい女のコ（発行：ブレインハウス、奇数月16日発売）
- 新妻発情中！！（発行：ブレインハウス、奇数月22日発売）
- リアル素人 蕩ける（発行：ブレインハウス、偶数月2日発売）
- WomanDream（発行：ブレインハウス、偶数月16日発売）
- That'sDAN（発行：ブレインハウス、偶数月22日発売）
- 魅惑の人妻（発行：ブレインハウス、偶数月23日発売）
- 官能愛体験DX（発行：ブレインハウス、3,6,9,12月の25日発売、過激系官能コミック誌）